# Corpi Sportivi

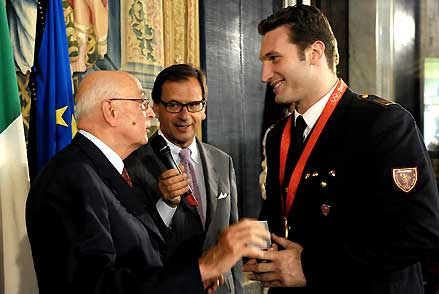
Roberto Cammarelle – G.S. Fiamme Oro

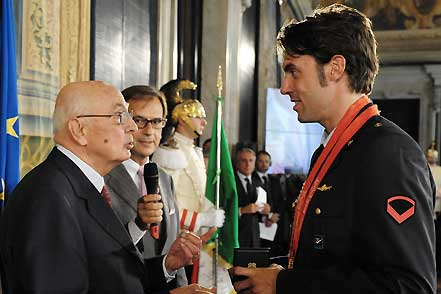
Matteo Tagliariol – C.S. Aeronautica Militare

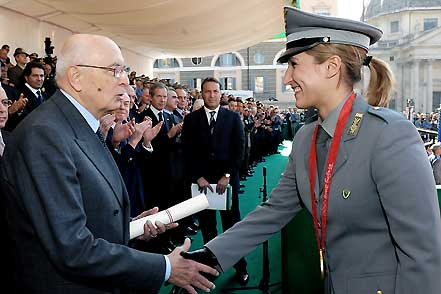
Chiara Cainero – G.S. Forestale

Corpi Sportivi – związki sportowe służb mundurowych we Włoszech. Są stowarzyszone ze związkami sportowymi poszczególnych dyscyplin uznawanymi przez Włoski Narodowy Komitet Olimpijski.
Zawodnicy tych klubów stanowią duży odsetek reprezentacji narodowej w poszczególnych dyscyplinach olimpijskich – na igrzyskach w Pekinie wśród 346 Włochów znajdowało się 177 sportowców w mundurach.

## Istniejące związki
- Włoskie Siły Zbrojne
  - C.S. Esercito – Esercito Italiano
  - C.S. Remiero della Marina Militare – Marina Militare
  - C.S. dell'Aeronautica Militare – Aeronautica Militare
  - C.S. Carabinieri – Arma dei Carabinieri
- Policja
  - G.S. Fiamme Oro – Polizia di Stato
  - G.S. Fiamme Gialle – Guardia di Finanza
  - G.S. Forestale – Corpo Forestale dello Stato
  - G.S. Fiamme Azzurre – Corpo di Polizia Penitenziaria
  - G.S. Nazionale Vigili del fuoco – Corpo Nazionale dei Vigili del Fuoco